# Aéroport de Fort Smith
L'aéroport de Fort Smith est un aéroport situé dans les Territoires du Nord-Ouest, au Canada.

## Compagnies et destinations
| Compagnies | Destinations                          |
| ---------- | ------------------------------------- |
| Air Tindi  | Edmonton, Fort Chipewyan, Yellowknife |

Édité le 16/05/2025